# بورکتری
بورکتری (انگلیسی: Bructeri) یک قبیله ژرمنی ژرمنی بودند. در زمان امپراتوری روم، واقع در شمال غربی آلمان، در نوردراین-وستفالن امروزی.